# Nepenthes thai
Nepenthes thai är en tvåhjärtbladig växtart som beskrevs av Martin Roy Cheek. Nepenthes thai ingår i släktet Nepenthes och familjen Nepenthaceae. Inga underarter finns listade i Catalogue of Life.